# Supercoppa rumena 2021 (pallavolo femminile)
La Supercoppa rumena 2021 si è svolta il 30 settembre 2021: al torneo hanno partecipato due squadre di club rumene e la vittoria finale è andata per la prima volta all'Alba-Blaj.

## Formula
La formula ha previsto una gara unica.

## Squadre partecipanti
| Squadra    | Qualificazione                      |
| ---------- | ----------------------------------- |
| Târgoviște | Vincitrice Divizia A1 2020-21       |
| Alba-Blaj  | Vincitrice Coppa di Romania 2020-21 |

## Torneo
| 30 settembre 2021 Sala Sporturilor Colibași, Brașov Durata: 1h:36 - Spettatori: 150 | Târgoviște | 1 - 3 | Alba-Blaj | 15-25, 25-22, 15-25, 16-25 |